# Atletiek op de Olympische Zomerspelen 1920 – marathon mannen
De marathon voor mannen op de Olympische Zomerspelen 1920 vond plaats op zondag 22 augustus 1920. De start en finish vonden plaats in het Olympisch Stadion in Antwerpen. De wedstrijd werd gelopen onder koele omstandigheden. Het parcours had een lengte van 42,75 km. Van de 48 gestarte marathonlopers, haalde er 35 de finish.
De wedstrijd werd gewonnen door de Fin Hannes Kolehmainen in 2:32.35,8. Met deze tijd verbeterde hij het wereldrecord. Hij had een kleine voorsprong op de Est Jüri Lossman.

## Records
Voor deze wedstrijd was het wereldrecord en olympisch record als volgt:
| Wereldrecord     | 2:36.06,6 | Alexis Ahlgren   | Shepherd's Bush | 31 mei 1913  |
| Olympisch record | 2:36.54,8 | Kennedy McArthur | Stockholm       | 14 juli 1912 |

## Uitslag
| rang | naam                    | land | tijd           |
| ---- | ----------------------- | ---- | -------------- |
| 1    | Hannes Kolehmainen      | FIN  | 2:32.35,8 (WR) |
| 2    | Jüri Lossman            | EST  | 2:32.48,6      |
| 3    | Valerio Arri            | ITA  | 2:36.32,8      |
| 4    | Auguste Broos           | BEL  | 2:39.25,8      |
| 5    | Juho Tuomikoski         | FIN  | 2:40.18,8      |
| 6    | Sofus Rose              | DEN  | 2:41.18,0      |
| 7    | Joseph Organ            | USA  | 2:41.30,0      |
| 8    | Rudolf Hansen           | DEN  | 2:41.39,4      |
| 9    | Urho Tallgren           | FIN  | 2:42.40,0      |
| 10   | Tatu Kolehmainen        | FIN  | 2:44.03,2      |
| 11   | Carl Linder             | USA  | 2:44.21,2      |
| 12   | Chuck Mellor            | USA  | 2:45.30,0      |
| 13   | James Dellow            | CAN  | 2:46.47,0      |
| 14   | Bobby Mills             | GBR  | 2:48.05,0      |
| 15   | Art Scholes             | CAN  | 2:48.30,0      |
| 16   | Shizo Kanakuri          | JPN  | 2:48.45,4      |
| 17   | Gustav Kinn             | SWE  | 2:49.10,4      |
| 18   | Albert Moché            | FRA  | 2:50.00,2      |
| 19   | Phadeppa Chaugule       | IND  | 2:50.45,4      |
| 20   | Zensaku Motegi          | JPN  | 2:51.09,4      |
| 21   | Kenzo Yashima           | JPN  | 2:57.02,0      |
| 22   | Norman General          | CAN  | 2:58.01,0      |
| 23   | Rudolf Wåhlin           | SWE  | 2:59.23,0      |
| 24   | Yahei Miura             | JPN  | 2:59.37,0      |
| 25   | Henri Teyssendou        | FRA  | 3:00.04,0      |
| 26   | Hendricus Wessel        | NED  | 3:00.17,0      |
| 27   | Charles Melis           | BEL  | 3:00.51,0      |
| 28   | William Grüner          | SWE  | 3:01.48,0      |
| 29   | George Piper            | GBR  | 3:02.10,0      |
| 30   | Sinton Hewitt           | AUS  | 3:03.27,0      |
| 31   | Leslie Housden          | GBR  | 3:14.07,0      |
| 32   | Iraklis Sakellaropoulos | GRE  | 3:14.25,0      |
| 33   | Juan Bascuñán           | CHI  | 3:17.47,0      |
| 34   | Oscar Blansaer          | BEL  | 3:20.00,0      |
| 35   | Eric Robertson          | GBR  | 3:55.00,0      |
| —    | Chris Gitsham           | RSA  | DNF            |
| —    | Ettore Blasi            | ITA  | DNF            |
| —    | Louis Ichard            | FRA  | DNF            |
| —    | Antonio Persico         | ITA  | DNF            |
| —    | Art Smoke               | CAN  | DNF            |
| —    | Axel Jensen             | DEN  | DNF            |
| —    | Arthur Roth             | USA  | DNF            |
| —    | Peter Trivoulidis       | GRE  | DNF            |
| —    | Christiaan Huijgens     | NED  | DNF            |
| —    | Désiré Vanremortel      | BEL  | DNF            |
| —    | Hans Schuster           | SWE  | DNF            |
| —    | Amédée Trichard         | FRA  | DNF            |
| —    | Sadashir Datar          | IND  | DNF            |

Mannen:
1896 ·
1900 ·
1904 ·
1908 ·
1912 ·
1920 ·
1924 ·
1928 ·
1932 ·
1936 ·
1948 ·
1952 ·
1956 ·
1960 ·
1964 ·
1968 ·
1972 ·
1976 ·
1980 ·
1984 ·
1988 ·
1992 ·
1996 ·
2000 ·
2004 ·
2008 ·
2012 ·
2016

Vrouwen:
1984 ·
1988 ·
1992 ·
1996 ·
2000 ·
2004 ·
2008 ·
2012 ·
2016